# İstanbul Büyükşehir Belediyesi Spor Kulübü 2017-2018 (pallavolo maschile)
Questa voce raccoglie le informazioni riguardanti l'İstanbul Büyükşehir Belediyesi Spor Kulübü nelle competizioni ufficiali della stagione 2017-2018.

## Organigramma societario
Area direttiva
- Presidente: Mevlüt Uysal

Area tecnica
- Allenatore: Hakan Özkan
- Allenatore in seconda: Hasan Körfez
- Assistente allenatore: Mert Karatop

## Rosa
| N° | Nome            | Ruolo | Data di nascita  | Nazionalità sportiva |
| -- | --------------- | ----- | ---------------- | -------------------- |
| 1  | Erdem Sonat     | L     | 18 maggio 1983   | Turchia              |
| 2  | Caner Pekşen    | P     | 9 giugno 1987    | Turchia              |
| 3  | Hüseyin Baykal  | P     | 7 luglio 1997    | Turchia              |
| 4  | Demirhan Durul  | S     | 5 novembre 1989  | Turchia              |
| 5  | Burak Güngör    | S     | 28 luglio 1993   | Turchia              |
| 6  | Ahmet Şahin     | S     | 1º giugno 1998   | Turchia              |
| 7  | Berkan Eryüz    | C     | 26 febbraio 1993 | Turchia              |
| 9  | Özkan Hayırlı   | C     | 27 maggio 1984   | Turchia              |
| 11 | İbrahim Emet    | C     | 15 gennaio 1986  | Turchia              |
| 12 | Emre Şenol      | O     | 1º gennaio 1993  | Turchia              |
| 13 | Görkem Sertel   | C     | 27 ottobre 1992  | Turchia              |
| 14 | Nuri Şahin      | L     | 1º gennaio 1980  | Turchia              |
| 15 | Samuel Tuia     | S     | 24 luglio 1986   | Francia              |
| 17 | Murat Yenipazar | P     | 1º gennaio 1993  | Turchia              |
| 18 | Kadir Cin       | S     | 7 maggio 1987    | Turchia              |
| 19 | Serhat Coşkun   | O     | 8 luglio 1987    | Turchia              |

## Statistiche

### Statistiche di squadra
| Competizione     | Punti | In casa | In casa | In casa | In trasferta | In trasferta | In trasferta | Totale | Totale | Totale |
| Competizione     | Punti | G       | V       | P       | G            | V            | P            | G      | V      | P      |
| ---------------- | ----- | ------- | ------- | ------- | ------------ | ------------ | ------------ | ------ | ------ | ------ |
| Efeler Ligi      | 44,2  | 15      | 11      | 4       | 15           | 6            | 9            | 30     | 17     | 13     |
| Coppa di Turchia | -     | 0       | 0       | 0       | 0            | 0            | 0            | 2      | 1      | 1      |
| Totale           | -     | 15      | 11      | 4       | 15           | 6            | 9            | 32     | 18     | 14     |

G = partite giocate; V = partite vinte; P = partite perse

### Statistiche dei giocatori
| Giocatore    | Efeler Ligi | Efeler Ligi | Efeler Ligi | Efeler Ligi | Efeler Ligi | Coppa di Turchia | Coppa di Turchia | Coppa di Turchia | Coppa di Turchia | Coppa di Turchia | Totale | Totale | Totale | Totale | Totale |
| Giocatore    | P           | PT          | AV          | MV          | BV          | P                | PT               | AV               | MV               | BV               | P      | PT     | AV     | MV     | BV     |
| ------------ | ----------- | ----------- | ----------- | ----------- | ----------- | ---------------- | ---------------- | ---------------- | ---------------- | ---------------- | ------ | ------ | ------ | ------ | ------ |
| H. Baykal    | 0           | 0           | 0           | 0           | 0           | -                | -                | -                | -                | -                | 0      | 0      | 0      | 0      | 0      |
| K. Cin       | 24          | 161         | 136         | 14          | 11          | 1                | 3                | 1                | 1                | 1                | 25     | 164    | 137    | 15     | 12     |
| S. Coşkun    | 27          | 309         | 268         | 25          | 16          | 2                | 20               | 19               | 1                | 0                | 29     | 329    | 287    | 26     | 16     |
| D. Durul     | 5           | 10          | 9           | 0           | 1           | 0                | 0                | 0                | 0                | 0                | 5      | 10     | 9      | 0      | 1      |
| İ. Emet      | 28          | 207         | 124         | 68          | 14          | 2                | 14               | 8                | 6                | 0                | 30     | 221    | 132    | 74     | 14     |
| B. Eryüz     | 13          | 80          | 52          | 16          | 12          | 0                | 0                | 0                | 0                | 0                | 13     | 80     | 52     | 16     | 12     |
| B. Güngör    | 29          | 389         | 321         | 36          | 32          | 2                | 21               | 19               | 0                | 2                | 31     | 410    | 340    | 36     | 34     |
| Ö. Hayırlı   | 23          | 181         | 113         | 53          | 15          | 2                | 15               | 9                | 5                | 1                | 25     | 196    | 122    | 58     | 16     |
| C. Pekşen    | 25          | 11          | 2           | 6           | 3           | 2                | 0                | 0                | 0                | 0                | 27     | 11     | 2      | 6      | 3      |
| A. Şahin     | 0           | 0           | 0           | 0           | 0           | -                | -                | -                | -                | -                | 0      | 0      | 0      | 0      | 0      |
| N. Şahin     | 29          | 0           | 0           | 0           | 0           | 2                | 0                | 0                | 0                | 0                | 31     | 0      | 0      | 0      | 0      |
| E. Şenol     | 4           | 13          | 9           | 1           | 3           | 0                | 0                | 0                | 0                | 0                | 4      | 13     | 9      | 1      | 3      |
| G. Sertel    | 21          | 21          | 14          | 5           | 2           | 1                | 1                | 0                | 1                | 0                | 22     | 22     | 14     | 6      | 2      |
| E. Sonat     | 12          | 0           | 0           | 0           | 0           | 1                | 0                | 0                | 0                | 0                | 13     | 0      | 0      | 0      | 0      |
| S. Tuia      | 28          | 311         | 259         | 30          | 22          | 2                | 12               | 11               | 1                | 0                | 30     | 323    | 270    | 31     | 22     |
| M. Yenipazar | 29          | 98          | 44          | 31          | 23          | 2                | 5                | 2                | 2                | 1                | 31     | 103    | 46     | 33     | 24     |

P = presenze; PT = punti totali; AV = attacchi vincenti; MV = muri vincenti; BV = battute vincenti